# Röstblock
Ett röstblock är en koalition av organisationer eller personer som på förhand enas om att rösta på en gemensam kandidat eller för en viss fråga. Oftast sker detta genom kompromisser och ibland kan ett röstblock bli synonymt med ett ohelig allians. 
Inom organisationer försöker man ofta förebygga röstblock med organisatoriska medel genom att låta alla rösta på varje kandidat i tur och ordning, men vid exempelvis omröstningar i parlament är röstblock mycket vanligt.